# オムニウム
オムニウム (Omnium II, 1892 - 1901) は、フランスの競走馬である。ジョッケクルブ賞や当時6200メートルで行われていたグラディアトゥール賞などに優勝し、種牡馬としても1902年のフランスリーディングサイアーに輝いた。

## 経歴

### 出自
父ユパス (Upas) はバイアリーターク、ヘロドから続くサイアーラインに属する馬であり、その父ドラールからフランスに渡り、競走馬として、後にオムニウムと父子制覇することになるジョッケクルブ賞（Sycomoreと同着）やグラディアトゥール賞に優勝した。母 Bluette は22号族に属するフランス産の牝馬で、父母ともにイギリス産馬であった。
オムニウムはオーナーブリーダーのレオンス・ドラートル (Léonce Delâtre) が1892年にカルヴァドス県カンブルメールのサンペールデュモン牧場で生産した。後にクサールなどを生産するエヴレモン・ド・サンタラリにドーヴィルのイヤリングセールで購買され、エドガー・ロルフ (Edgar Rolfe) のもとで調教された。

### 競走成績
1894年 (2歳時)
- フォレ賞

1895年 (3歳時)
- ジョッケクルブ賞
- プランスドランジュ賞（英語版）
- コンセイユミュニシパル賞（英語版）

1896年 (4歳時)
- カドラン賞
- ボイアール賞（英語版）
- プランスドランジュ賞 (連覇)
- コンセイユドパリ賞 (連覇)
- グラディアトゥール賞

### 種牡馬成績
競走馬引退後のオムニウムは、サンタラリがドラートルの相続人から買収したサンペールデュモン牧場で種牡馬入りしたが、1901年に9歳の若さで早逝した。このためわずか2世代しか産駒を残せなかったものの、その中の牝駒キジルクーガン (1899 - 1919) が1902年にディアヌ賞やパリ大賞典で優勝する活躍を見せ仏リーディングサイアーに輝いた。また、パリ大賞典及びロワイヤルオーク賞優勝馬で1921、1924、1929年の仏リーディングサイアーにもなるブリュルールとキジルクーガンの産駒クサール（トウルビヨンの父）の母の父となり、オムニウムは母の父としても実績をあげた。なお、クサールはオムニウムの3×2という濃いインブリードを持つ。

## 血統表
| オムニウムの血統        | オムニウムの血統                        | オムニウムの血統                        | （血統表の出典）                        | （血統表の出典） |
| 父系                    | ヘロド系                                | ヘロド系                                | ヘロド系                                | [ § 2 ]          |
| 父 Upas FR 栗毛 1883    | 父の父Dollar FR 鹿毛 1860               | The Flying Dutchman                     | Bay Middleton                           | Bay Middleton    |
| 父 Upas FR 栗毛 1883    | 父の父Dollar FR 鹿毛 1860               | The Flying Dutchman                     | Barbelle                                |                  |
| 父 Upas FR 栗毛 1883    | 父の父Dollar FR 鹿毛 1860               | Payment                                 | Slane                                   | Slane            |
| 父 Upas FR 栗毛 1883    | 父の父Dollar FR 鹿毛 1860               | Payment                                 | Receipt                                 |                  |
| 父 Upas FR 栗毛 1883    | 父の母Rosemary GB 鹿毛 1870             | Skirmisher                              | Voltigeur                               | Voltigeur        |
| 父 Upas FR 栗毛 1883    | 父の母Rosemary GB 鹿毛 1870             | Skirmisher                              | Gardham Mare                            |                  |
| 父 Upas FR 栗毛 1883    | 父の母Rosemary GB 鹿毛 1870             | Vertumna                                | Stockwell                               | Stockwell        |
| 父 Upas FR 栗毛 1883    | 父の母Rosemary GB 鹿毛 1870             | Vertumna                                | Garland                                 |                  |
| 母 Bluette FR 栗毛 1886 | 母の父Wellingtonia GB 栗毛 1869         | Chattanooga                             | Orlando                                 | Orlando          |
| 母 Bluette FR 栗毛 1886 | 母の父Wellingtonia GB 栗毛 1869         | Chattanooga                             | Ayacanora                               |                  |
| 母 Bluette FR 栗毛 1886 | 母の父Wellingtonia GB 栗毛 1869         | Araucaria                               | Ambrose                                 | Ambrose          |
| 母 Bluette FR 栗毛 1886 | 母の父Wellingtonia GB 栗毛 1869         | Araucaria                               | Pocahontas                              |                  |
| 母 Bluette FR 栗毛 1886 | 母の母Blue Serge GB 鹿毛 1876           | Hermit                                  | Newminster                              | Newminster       |
| 母 Bluette FR 栗毛 1886 | 母の母Blue Serge GB 鹿毛 1876           | Hermit                                  | Seclusion                               |                  |
| 母 Bluette FR 栗毛 1886 | 母の母Blue Serge GB 鹿毛 1876           | Blue Sleeves                            | Beadsman                                | Beadsman         |
| 母 Bluette FR 栗毛 1886 | 母の母Blue Serge GB 鹿毛 1876           | Blue Sleeves                            | Mrs. Quickly                            |                  |
| 母系(F-No.)             | 22号族(FN:22-c)                         | 22号族(FN:22-c)                         | 22号族(FN:22-c)                         | [ § 3 ]          |
| 5代内の近親交配         | Pocahontas M4×S5×M5、Touchston M5×M5×M5 | Pocahontas M4×S5×M5、Touchston M5×M5×M5 | Pocahontas M4×S5×M5、Touchston M5×M5×M5 | [ § 4 ]          |
| 出典                    | 1. 2. 3. 4.                             | 1. 2. 3. 4.                             | 1. 2. 3. 4.                             | 1. 2. 3. 4.      |